# Eleccions al Consell General d'Andorra de 2015
Les eleccions al Consell General d'Andorra de 2015 se celebraren l'1 de març del 2015.

## Sistema electoral
Les eleccions generals andorranes es regeixen per un principi de vot paral·lel. Cada elector ha d'emetre dos vots en dues urnes diferenciades: Un vot és a una llista tancada d'àmbit nacional amb catorze candidats, i es diposita en una urna blava. L'altre vot és a una llista tancada d'àmbit local (la seva parròquia) amb dos candidats, i es diposita en una urna blanca. Una mateixa persona no pot aparèixer com a candidata a una llista nacional i una de parroquial, ni tampoc en dues parròquies diferents.
S'elegeixen vint-i-vuit consellers generals amb el sistema següent:
- Catorze consellers representen les set parròquies d'Andorra. A cadascuna d'aquestes, els dos candidats de la llista local més votada són els elegits, seguint el sistema de representació majoritària.[3]
- Catorze consellers es reparteixen de forma proporcional a partir dels vots que reben les llistes nacionals. Les llistes que superen la barrera electoral de la catorzena part dels vots vàlids (un 7,14%) reben un nombre d'escons assignat segons la regla del major residu.[4]

Un cop s'ha escollit la composició del parlament andorrà, el Consell General ha de triar el Cap de Govern amb majoria. El Cap de Govern ha de ser l'un dels caps de llista de cadascun dels partits polítics que s'han presentat en la circumscripció nacional. En aquest sentit, el parlament vota lliurement. Tot i així, la dinàmica dels partits fa que el cap de Govern escollit sigui normalment aquell que ha obtingut majoria al Consell General, acumulant els vots en la circumscripció nacional i en la parroquial. Un cop escollit el Cap de Govern, aquest és el que decideix qui ha de ser ministre. Els ministres són aquells que normalment s'havien presentat a les eleccions com a equip de treball del partit.

## Candidatures
Les candidatures de la circumscripció nacional de les Eleccions Generals del 2015 són:
- Demòcrates per Andorra, liderat pel Cap de Govern Antoni Martí Petit.
- Junts, coalició del Partit Socialdemòcrata, Verds d'Andorra, Iniciativa Ciutadana i Independents, liderada per Pere López Agràs.
- Socialdemocràcia i Progrés, liderat per Víctor Naudi Zamora.
- Liberals d'Andorra, liderat per Josep Pintat Forné.

En circumscripcions parroquials:
- Demòcrates per Andorra presentà candidatures a totes les parròquies. A Encamp en coalició amb Units per al Progrés, a Ordino en coalició amb Acció Comunal d'Ordino, a la Massana en coalició amb el Moviment Massanenc i a Andorra la Vella amb una coalició d'independents.
- Junts presentà candidatures a totes les parròquies.
- Socialdemocràcia i Progrés presentà candidatures a les parròquies llevat de Canillo i la Massana.
- Liberals d'Andorra presentà candidatures a les parròquies llevat de Canillo i de Sant Julià de Lòria, en aquesta darrera parròquia perquè ja s'hi presentaven els seus socis electorals d'Unió Laurediana. A Encamp, Ordino i la Massana van anar en coalició amb independents.
- Unió Laurediana, presentà candidatura a la circumscripció parroquial de Sant Julià de Lòria i donà suport a Liberals d'Andorra en la circumscripció nacional.

## Altres aspectes de les eleccions del 2015
Després d'anys de demanda, finalment es va accedir el 2015 regular el vot per correu. Així, per primera vegada, els residents andorrans a l'exterior van poder votar a distància. El Secretari General del Govern en funcions, Jordi Casadevall, va presentar en una roda de premsa la pàgina web en què s'explicava a la ciutadania el procés per poder votar des de l'estranger. La pàgina, www.votpercorreu.ad, va gaudir de publicitat poc després de l'anunci de la seva posada en marxa. Sota el lema "Ara sí", es va animar a tots aquells que no podien votar per distàncies a exercir el dret a vot. El vot va ser obert als estudiants, treballadors temporals o residents permanents. L'obertura del vot per correu va començar el 4 de desembre a les 12 hores. El govern calculava que unes 300 a 500 persones podien arribar a exercir el vot. El procés obligava al votant omplir una socl·litud mitjançant la qual certificava que residia a l'estranger. Un cop feta la comprovació, se li enviava el material necessari a fi d'exercir el vot.

## Resultats
|                           |                            |                           |                           |                           |                         |                         |                         |              |     |
| Partit                    | Partit                     | Circumscripció parroquial | Circumscripció parroquial | Circumscripció parroquial | Circumscripció nacional | Circumscripció nacional | Circumscripció nacional | Total escons | +/– |
| Partit                    | Partit                     | Vots                      | %                         | Escons                    | Vots                    | %                       | Escons                  | Total escons | +/– |
|                           | Demòcrates per Andorra[a]  | 5.662                     | 39,36                     | 10                        | 5.448                   | 37,03                   | 5                       | 15           | –5  |
|                           | Liberals d'Andorra[b]      | 3.962                     | 27,54                     | 4                         | 4.073                   | 27,68                   | 4                       | 8            | Nou |
|                           | Junts (PS+VERDS+IC)        | 3.393                     | 23,59                     | 0                         | 3.462                   | 23,53                   | 3                       | 3            | –3  |
|                           | Socialdemocràcia i Progrés | 1.367                     | 9,50                      | 0                         | 1.728                   | 11,74                   | 2                       | 2            | Nou |
| Vots en blanc i nuls      | Vots en blanc i nuls       | 1.689                     | –                         | –                         | 1,373                   | –                       | –                       | –            | –   |
| Total                     | Total                      | 16.073                    | 100                       | 14                        | 16.084                  | 100                     | 14                      | 28           | 0   |
| Participació              | Participació               | 24.512                    | 65,57                     | –                         | 24.512                  | 65,61                   | –                       | –            | –   |
| Font: Eleccions d'Andorra |                            |                           |                           |                           |                         |                         |                         |              |     |

a  Demòcrates per Andorra va concórrer en coalció amb Unió Nacional de Progrés a Encamp, Acció Comunal d'Ordino a Ordino, Moviment Massanenc a La Massana i la Coalició d'Independents a Andorra la Vella.
b  Liberals d'Andorra van concórrer en coalició amb candidats independents a Encamp, Ordino i La Massana, i amb la Unió Laurediana a Sant Julià de Lòria.

### Per parròquia
| Parròquia             | Circumscripció parroquial | Circumscripció parroquial | Circumscripció parroquial | Circumscripció parroquial | Circumscripció nacional | Circumscripció nacional | Circumscripció nacional | Circumscripció nacional |
| Parròquia             | DA                        | LDA                       | Junts                     | SDP                       | DA                      | LDA                     | Junts                   | SDP                     |
| --------------------- | ------------------------- | ------------------------- | ------------------------- | ------------------------- | ----------------------- | ----------------------- | ----------------------- | ----------------------- |
| Canillo               | 80,7                      | –                         | 19,3                      | –                         | 56,6                    | 22,1                    | 12,9                    | 8,5                     |
| Encamp                | 37,5                      | 24,0                      | 30,4                      | 8,1                       | 40,5                    | 22,9                    | 26,9                    | 9,7                     |
| Ordino                | 37,8                      | 36,3                      | 19,4                      | 6,6                       | 36,5                    | 31,1                    | 23,2                    | 9,3                     |
| La Massana            | 33,1                      | 44,7                      | 22,2                      | –                         | 35,7                    | 36,5                    | 20,0                    | 7,8                     |
| Andorra la Vella      | 36,8                      | 20,7                      | 25,7                      | 16,7                      | 34,5                    | 27,6                    | 22,1                    | 15,9                    |
| Sant Julià de Lòria   | 29,8                      | 47,5                      | 14,9                      | 7,9                       | 24,3                    | 48,2                    | 19,1                    | 8,4                     |
| Escaldes-Engordany    | 49.0                      | 13.9                      | 26.2                      | 10.9                      | 45.2                    | 16.8                    | 23.8                    | 14.2                    |
| Total percentatge vot | 39.4                      | 27.5                      | 23.6                      | 9.5                       | 37.0                    | 27.7                    | 23.5                    | 11.7                    |

### Consellers elegits
| DA | LA | PS+VERDS+IC                                                            | SDP                                                          |
| Nacional 1. Antoni Martí Petit 2. Ladislau Baró Solà 3. Conxita Marsol Riart 4. Jordi Torres Falcó 5. Sofia Garralla Tomàs Canillo 1. Jordi Alcobé Font 2. Mònica Bonell Tuset Encamp 1. Maria Martisella González 2. Carles Enseñat Reig Ordino 1. Antoni Fillet Adellach 2. Meritxell Mateu Pi Andorra la Vella 1. Jordi Cinca Mateos 2. Maria Rosa Ferrer Obiols Escaldes-Engordany 1. Miquel Aleix Areny 2. Vicenç Mateu Zamora | Nacional 1. Josep Pintat Forné 2. Jordi Gallardo Fernàndez 3. Joan Carles Camp Areny 4. Ferran Joaquim Costa Marimon La Massana 1. Carles Naudi d'Areny-Plandolit Balsells 2. Judith Pallarés Cortés Sant Julià de Lòria 1. Josep Majoral Obiols 2. Carine Montaner Raynaud | Nacional 1. Pere López Agràs 2. Rosa Gili Casals 3. Gerard Alis Eroles | Nacional 1. Víctor Naudi Zamora 2. Sílvia Eloïsa Bonet Perot |
| Font: Eleccions d'Andorra | |                                                                        |                                                              |